# 墩麻扎镇
墩麻扎镇，是中华人民共和国新疆维吾尔自治区伊犁哈萨克自治州伊宁县下辖的一个乡镇级行政单位。

## 行政区划
墩麻扎镇下辖以下地区：
墩麻扎村、阿热买里村、阿孜尕勒村和托海村。